# 牧灵圣经

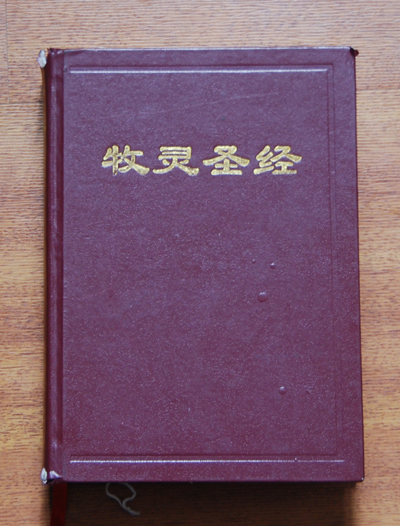
中文版的牧灵圣经

《牧灵圣经》是天主教會使用的中文圣经译本之一，乃英文本《基督徒社區聖經》（Christian Community Bible）的中文版本，分為简体版和繁体版两个版本。
其翻译工作始于1991年，七年后完成，于1998年出版发行。其主体翻译工作是在菲律宾及台北完成，但是其简体版的出版和发行工作都是在中国大陆完成，支持该版本的出版社有西班牙的保禄国际出版公司（聖保祿會經營）、以及樂仁出版社（聖母聖心愛子會經營）。简体版的具体发行由以曹雪为主的志愿者开展，并由全国天主教教务委员会的圣物组具体协作。